# Interlingva ábécé
Az interlingva ábécé a latin íráson alapul és 26 betűből áll: 
A betűk nevei: a, be, ce, de, e, ef, ge, ha, i, jota, ka, el, em, en, o, pe, qu, er, es, te, u, ve, duple ve, ix, ypsilon, zeta.
Az ábécé teljes egészében megegyezik a modern latin ábécével, nincsenek mellékjeles betűi. Az alapbetűkön kívül az interlingva nyelv használ összetett betűket is (ch, ph, qu, rh, tch, th), de ezek nem részei az ábécének. Egyes, még meg nem honosodott szavakban előfordulhat néhány mellékjeles betű is, pl.: kümmel.

## Forrás
- Grammatica de interlingua: Orthographia e pronunciation. www.interlingua.com. (interlingva nyelven) Union Mundial pro Interlingua (Hozzáférés: 2021. augusztus 7.) (HTML)